# Aulnois-en-Perthois
 Aulnois-en-Perthois  es una población y comuna francesa, en la región de Lorena, departamento de Mosa, en el distrito de Bar-le-Duc y cantón de Ancerville.

## Demografía
| 401 | 360 | 331 | 376 | 413 | 421 |
| Para los censos de 1962 a 1999 la población legal corresponde a la población sin duplicidades (Fuente: INSEE [Consultar]) |     |     |     |     |     |